# بو برنوس
بو برنوس  یک روستا در الجزایر است که در ام عسل واقع شده‌است.
 بو برنوس   ۳۷۸ متر بالاتر از سطح دریا واقع شده‌است.